# Saint-Illiers-la-Ville
Pour les articles homonymes, voir Saint-Illiers.
Saint-Illiers-la-Ville est une commune du département des Yvelines, dans la région Île-de-France, en France.
Ses habitants sont appelés les Islériens.

## Géographie

Localisation de Saint-Illiers-la-Ville dans les Yvelines.

### Situation
Saint-Illiers-la-Ville est un village périurbain du Mantois situé dans le nord-ouest du département des Yvelines, à 15 km environ au sud-ouest de Mantes-la-Jolie, et à 57 km environ au nord-ouest de Versailles.
C'est une commune située sur un plateau voué à la grande culture céréalière.

### Communes limitrophes
Les communes limitrophes sont  Bréval, Lommoye, Perdreauville, Rosny-sur-Seine et Saint-Illiers-le-Bois.

### Climat
Pour des articles plus généraux, voir Climat de l'Île-de-France et Climat des Yvelines.
En 2010, le climat de la commune est de type climat océanique dégradé des plaines du Centre et du Nord, selon une étude du CNRS s'appuyant sur une série de données couvrant la période 1971-2000. En 2020, Météo-France publie une typologie des climats de la France métropolitaine dans laquelle la commune est exposée à un climat océanique et est dans la région climatique Sud-ouest du bassin Parisien, caractérisée par une faible pluviométrie, notamment au printemps (120 à 150 mm) et un hiver froid (3,5 °C).
Pour la période 1971-2000, la température annuelle moyenne est de 10,5 °C, avec une amplitude thermique annuelle de 14,3 °C. Le cumul annuel moyen de précipitations est de 662 mm, avec 10,7 jours de précipitations en janvier et 8,1 jours en juillet. Pour la période 1991-2020, la température moyenne annuelle observée sur la station météorologique la plus proche, située sur la commune de Magnanville à 10 km à vol d'oiseau, est de 11,6 °C et le cumul annuel moyen de précipitations est de 641,5 mm,. Pour l'avenir, les paramètres climatiques de la commune estimés pour 2050 selon différents scénarios d'émission de gaz à effet de serre sont consultables sur un site dédié publié par Météo-France en novembre 2022.

## Urbanisme

### Typologie
Au 1er janvier 2024, Saint-Illiers-la-Ville est catégorisée commune rurale à habitat dispersé, selon la nouvelle grille communale de densité à sept niveaux définie par l'Insee en 2022.
Elle est située hors unité urbaine. Par ailleurs la commune fait partie de l'aire d'attraction de Paris, dont elle est une commune de la couronne,. Cette aire regroupe 1 929 communes,.

### Occupation des sols

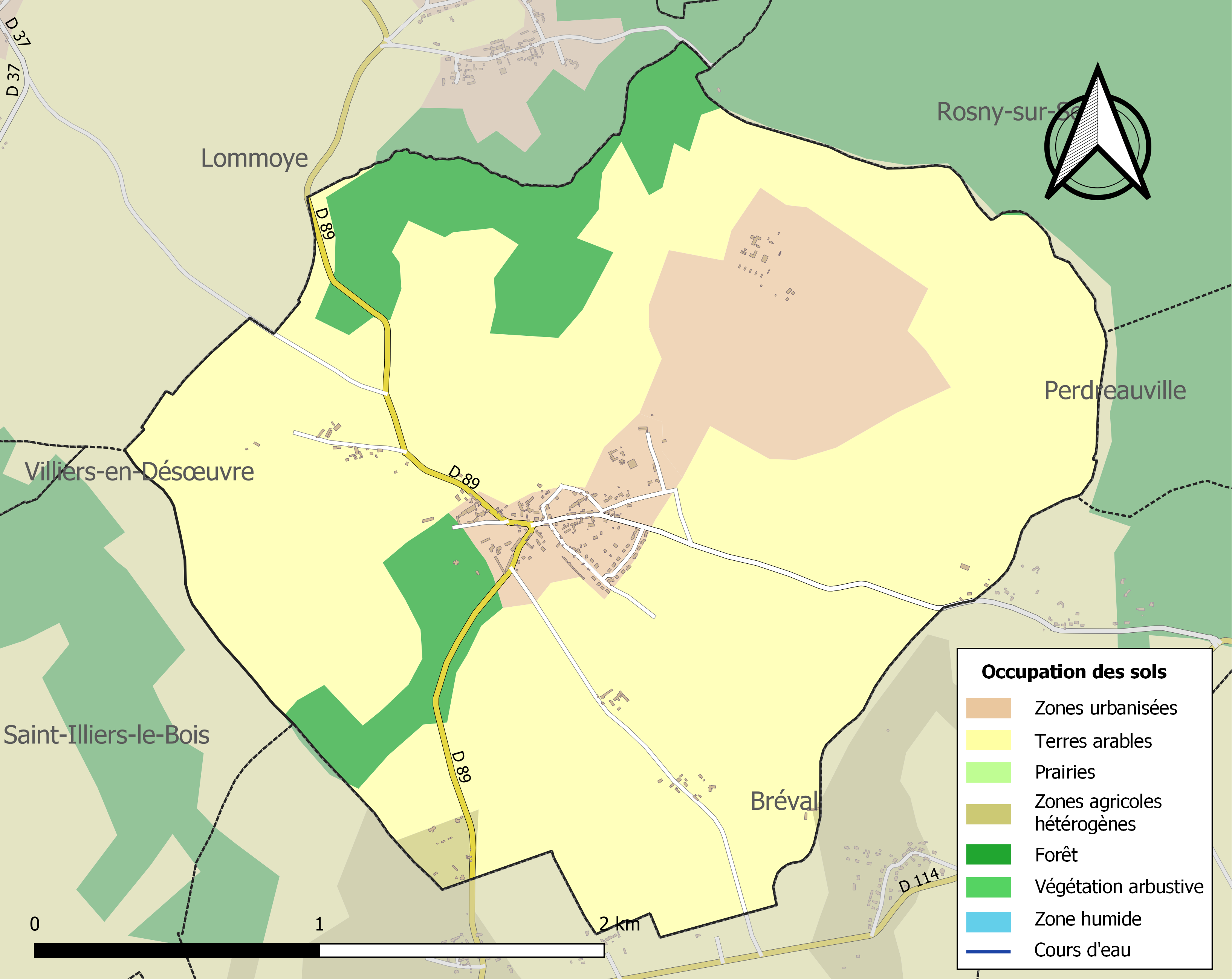
Carte des infrastructures et de l'occupation des sols de la commune en 2018 (CLC).

Le territoire de la commune se compose en 2017 de 88,32 % d'espaces agricoles, forestiers et naturels, 4,17 % d'espaces ouverts artificialisés et 7,51 % d'espaces construits artificialisés.

### Habitat et logement
En 2020, le nombre total de logements dans la commune était de 328, alors qu'il était de 275 en 2015 et de 162 en 2010.
Parmi ces logements, 43,1 % étaient des résidences principales, 54,6 % des résidences secondaires et 2,3 % des logements vacants. Ces logements étaient pour 93,3 % d'entre eux des maisons individuelles et pour 6,7 % des appartements.
Le tableau ci-dessous présente la typologie des logements à Saint-Illiers-la-Ville en 2020 en comparaison avec celle des Yvelines et de la France entière. Une caractéristique marquante du parc de logements est ainsi une proportion de résidences secondaires et logements occasionnels (54,6 %) très supérieure à celle du département (2,6 %) et à celle de la France entière (9,7 %). Concernant le statut d'occupation de ces logements, 72 % des habitants de la commune sont propriétaires de leur logement (84,4 % en 2015), contre 58,6 % pour les Yvelines et 57,5 pour la France entière.
| Typologie                                               | Saint-Illiers-la-Ville | Yvelines | France entière |
| ------------------------------------------------------- | ---------------------- | -------- | -------------- |
| Résidences principales (en %)                           | 43,1                   | 91       | 82,1           |
| Résidences secondaires et logements occasionnels (en %) | 54,6                   | 2,6      | 9,7            |
| Logements vacants (en %)                                | 2,3                    | 6,4      | 8,2            |

### Voies de communication et transports
À l'écart des grands axes, la commune est reliée aux communes voisines par des routes départementales.

### Énergie
Centre de stockage souterrain de gaz naturel de Storengy, filiale de ENGIE. Ce centre, d'une capacité de 1 244 millions de mètres cubes et d'une profondeur de 470 mètres, est situé en lisière de la forêt de Rosny-sur-Seine, au nord-est de la commune. Malgré la proximité de ce stockage, les habitants de la commune, trop peu nombreux pour justifier l'extension du réseau, ne sont pas desservis par le réseau de distribution de gaz naturel.
Néanmoins ce site contribue pour 80 % des recettes de taxes foncières de la commune en 2018.

## Toponymie
Le nom de la localité est attesté sous les formes Sanctus Hylarius les Chans vers 1250, Saint Illier la Ville en 1793.
L'hagiotoponyme « Saint-Illiers » dériverait de saint Hilaire, qui fut pape au Ve siècle, ou de saint Hélier, moine du VIe siècle.

## Histoire
- Site habité dès le paléolithique.

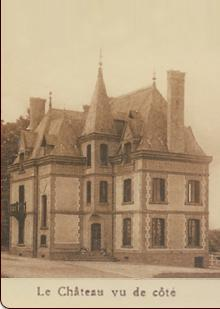
Le château au début du XXe siècle.

- La commune fut longtemps qu’un seul territoire, appelé Islaris locus[réf. nécessaire], réunie au sein d'une même seigneurie avec Saint-Illiers-le-Bois.
- 1965 : création d'un centre de stockage souterrain de gaz naturel.
- 20 février 1996 : incendie spectaculaire de la plate-forme de stockage de gaz, par suite de la fuite d'une vanne souterraine. Maîtrisé au bout de quelques heures, l'incendie ne fit que des dégâts matériels.

## Politique et administration

### Rattachements administratifs et électoraux

#### Rattachements administratifs
Antérieurement à la loi du 10 juillet 1964, la commune faisait partie du département de Seine-et-Oise. La réorganisation de la région parisienne en 1964 fit que la commune appartient désormais au département des Yvelines et à son arrondissement de Mantes-la-Jolie après un transfert administratif effectif au 1er janvier 1968.
063 du canton de Bonnières-sur-Seine de Seine-et-Oise puis des Yvelines. Dans le cadre du redécoupage cantonal de 2014 en France, cette circonscription administrative territoriale a disparu, et le canton n'est plus qu'une circonscription électorale.

#### Rattachements électoraux
Pour les élections départementales, la commune fait partie depuis 2014 d'un nouveau canton de Bonnières-sur-Seine porté de 27 à 70 communes
Pour l'élection des députés, elle fait partie de la neuvième circonscription des Yvelines.

### Intercommunalité
Saint-Illiers-la-Ville était membre de la petite communauté de communes du plateau de Lommoye, un établissement public de coopération intercommunale (EPCI) à fiscalité propre créé en 2001 et auquel la commune avait transféré un certain nombre de ses compétences, dans les conditions déterminées par le code général des collectivités territoriales.
Dans le cadre des dispositions de la loi portant nouvelle organisation territoriale de la République du 7 août 2015, qui prévoit que les établissements publics de coopération intercommunale (EPCI) à fiscalité propre doivent avoir un minimum de 15 000 habitants, cette intercommunalité s'est intégrée le 1er janvier 2017 au sein de sa voisine, la communauté de communes des Portes de l'Île-de-France, dont est désormais membre la commune.

### Liste des maires
| Période                                  | Période                        | Identité             | Étiquette | Qualité                                                                                                |
| ---------------------------------------- | ------------------------------ | -------------------- | --------- | --- |
| Les données manquantes sont à compléter. |                                |                      |           | |
|                                          |                                |                      |           | |
| mai 19215                                |                                | M. Dominique Lafosse |           | |
|                                          |                                |                      |           | |
| mars 2001                                | janvier 2007,                  | Michel Millon        |           | Agriculteur Démissionnaire                                                                             |
|                                          |                                |                      |           | |
| mars 2008                                | 2023                           | Jean-Louis Fournier  | DVD       | Enseignant retraité en sensitométrie Mandat écourté par la démission d'une partie du conseil municipal |
| septembre 2023                           | En cours (au 30 novembre 2023) | Sylvain Daniel       |           | Artisan                                                                                                |

### Instances administratives et judiciaires
La commune de Saint-Illiers-la-Ville appartient au canton de Bonnières-sur-Seine ainsi qu'à la communauté de communes des Portes de l'Île-de-France.
Sur le plan électoral, la commune est rattachée à la neuvième circonscription des Yvelines, circonscription à dominante rurale du nord-ouest des Yvelines.

## Équipements et services publics

### Justice, sécurité, secours et défense
Sur le plan judiciaire, Saint-Illiers-la-Ville fait partie de la juridiction d’instance de Mantes-la-Jolie et, comme toutes les communes des Yvelines, dépend du tribunal de grande instance ainsi que de tribunal de commerce sis à Versailles,.

## Population et société

### Démographie

#### Évolution démographique
L'évolution du nombre d'habitants est connue à travers les recensements de la population effectués dans la commune depuis 1793. Pour les communes de moins de 10 000 habitants, une enquête de recensement portant sur toute la population est réalisée tous les cinq ans, les populations de référence des années intermédiaires étant quant à elles estimées par interpolation ou extrapolation. Pour la commune, le premier recensement exhaustif entrant dans le cadre du nouveau dispositif a été réalisé en 2006.

En 2022, la commune comptait 356 habitants, en évolution de +3,19 % par rapport à 2016 (Yvelines : +2,72 %, France hors Mayotte : +2,11 %).
| 1793 | 1800 | 1806 | 1821 | 1831 | 1836 | 1841 | 1846 | 1851 |
| ---- | ---- | ---- | ---- | ---- | ---- | ---- | ---- | ---- |
| 217  | 210  | 202  | 188  | 181  | 208  | 229  | 218  | 201  |

| 1856 | 1861 | 1866 | 1872 | 1876 | 1881 | 1886 | 1891 | 1896 |
| ---- | ---- | ---- | ---- | ---- | ---- | ---- | ---- | ---- |
| 193  | 201  | 209  | 199  | 175  | 147  | 176  | 194  | 187  |

| 1901 | 1906 | 1911 | 1921 | 1926 | 1931 | 1936 | 1946 | 1954 |
| ---- | ---- | ---- | ---- | ---- | ---- | ---- | ---- | ---- |
| 185  | 193  | 171  | 148  | 156  | 165  | 150  | 163  | 158  |

| 1962 | 1968 | 1975 | 1982 | 1990 | 1999 | 2006 | 2011 | 2016 |
| ---- | ---- | ---- | ---- | ---- | ---- | ---- | ---- | ---- |
| 130  | 146  | 154  | 191  | 228  | 269  | 278  | 342  | 345  |

| 2021 | 2022 | - | - | - | - | - | - | - |
| ---- | ---- | - | - | - | - | - | - | - |
| 367  | 356  | - | - | - | - | - | - | - |

#### Pyramide des âges
En 2018, le taux de personnes d'un âge inférieur à 30 ans s'élève à 37,1 %, soit en dessous de la moyenne départementale (38 %). De même, le taux de personnes d'âge supérieur à 60 ans est de 18,9 % la même année, alors qu'il est de 21,7 % au niveau départemental.
En 2018, la commune comptait 209 hommes pour 187 femmes, soit un taux de 52,78 % d'hommes, largement supérieur au taux départemental (48,68 %).
Les pyramides des âges de la commune et du département s'établissent comme suit.
| Hommes | Classe d’âge | Femmes |
| ------ | ------------ | ------ |
| 0,0    | 90 ou +      | 0,0    |
| 4,1    | 75-89 ans    | 3,9    |
| 16,0   | 60-74 ans    | 13,6   |
| 25,9   | 45-59 ans    | 27,7   |
| 16,3   | 30-44 ans    | 18,2   |
| 16,8   | 15-29 ans    | 19,8   |
| 20,9   | 0-14 ans     | 16,7   |

| Hommes | Classe d’âge | Femmes |
| ------ | ------------ | ------ |
| 0,6    | 90 ou +      | 1,4    |
| 6      | 75-89 ans    | 7,8    |
| 13,5   | 60-74 ans    | 14,8   |
| 20,7   | 45-59 ans    | 20,1   |
| 19,6   | 30-44 ans    | 19,9   |
| 18,5   | 15-29 ans    | 16,8   |
| 21,2   | 0-14 ans     | 19,2   |

## Économie
La commune comptait, au recensement agricole de 2000, huit exploitations agricoles, dont quatre professionnelles, exploitant une surface de 541 hectares de SAU (surface agricole utile). Cette SAU était consacrée quasi exclusivement à la grande culture céréalière (522 hectares de terres labourables dont 60 % en céréales). On comptait également une vingtaine d'hectares en surface fourragère, mais il n'existe plus d'élevage dans la commune.

## Culture locale et patrimoine

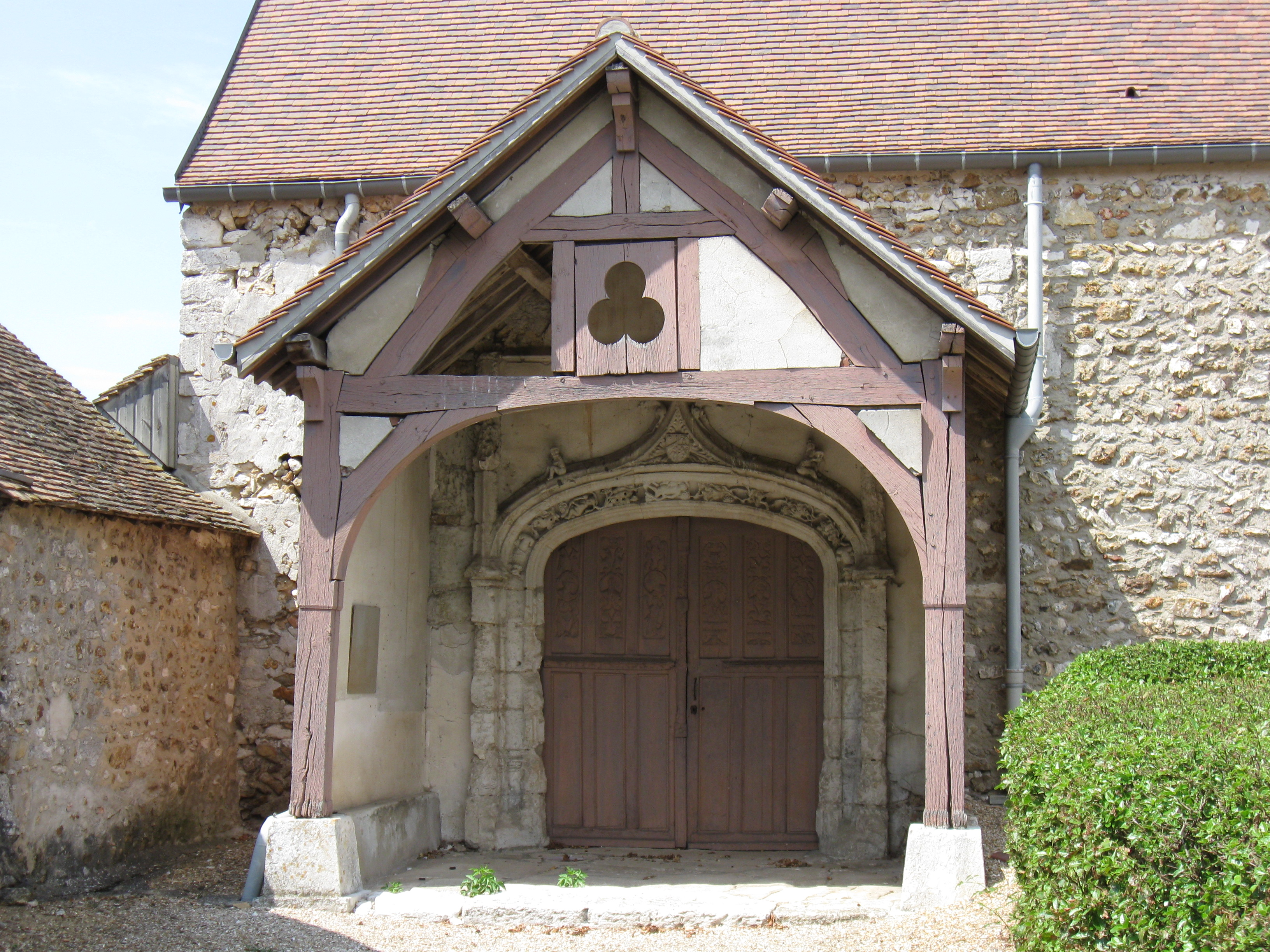
Le portail de l'église Saint-Hilaire.

### Lieux et monuments
- L'église Saint-Hilaire, XVIe siècle, Inscrite MH en 1928[30],[31].

## Pour approfondir